# 避役藤属
避役藤属（学名：Boquila）是木通科的一属。

## 下属物种
本属包括以下物种：
- Boquila discolor Jackson
- Boquila trifoliolata (DC.) Decne.